# Wichman de oude
Wichman de oude (rond 900 -23 april 944) was graaf in de Bardengouw en graaf in Wigmodië (aan de Wezer tussen Bremen en het noordelijk ervan gelegen Hadeln). Hij is waarschijnlijk een zoon van graaf Egbert Billung (ca. 865-932?), de overgrootouders van graaf Egbert zijn hoogstwaarschijnlijk Egbert van Saksen en Ida van Herzfeld.
Wichman behoorde tot de Billungers, maar tot een tak die door Rooms-koning Otto I werd benadeeld. Hoewel hij met een zuster van koningin Mathilde, de moeder van Otto I, was getrouwd, benoemde Otto Wichmans jongere broer Herman Billung in 936 tot markgraaf van onder andere de Redariërs en Abodriten.
Zijn zonen Wichman II de Jonge (*?-967) en Egbert Eenoog, die aan het koninklijke hof waren opgevoed, voelden zich na Wichmans dood door hun oom Herman benadeeld in hun erfenis. Door hun strijd tegen hun oom werden zij rebellen in de tijd der Ottonen.